# روورکرده
روورکرده ک نوع شیرینی است که از دو لایه نان تهیه می‌شود و در میان آن از حلوایی مخصوص گناباد پر می‌شود. اصالت این شیرینی بیشتر به شهرهای گناباد، بیرجند و طبس برمی‌گردد.